# Gäddtjärnen (Los socken, Hälsingland, 685066-147008)
Gäddtjärnen är en sjö i Ljusdals kommun i Hälsingland och ingår i Ljusnans huvudavrinningsområde.